# Masterboy

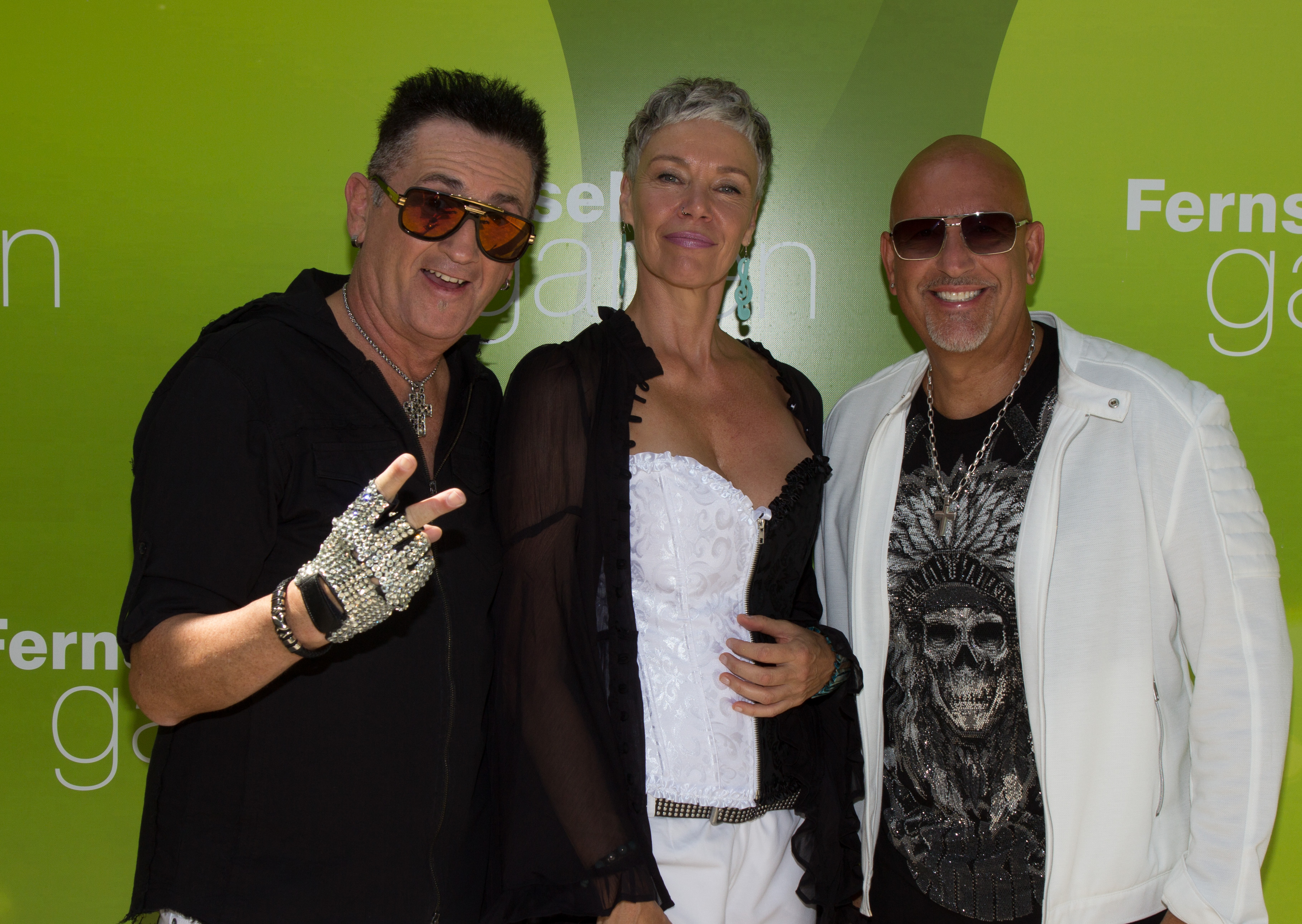
Masterboy 2018. Från vänster Enrico Zabler, Beatrix Delgado och Tommy Schleh.

Masterboy är en tysk eurodancegrupp grundad under det tidiga 1990-talet med stora framgångar i Europa, Asien, Oceanien och Sydamerika under mitten av 1990-talet. De är en av de mest representativa grupperna för 90-talets eurodance, när denna genre blev ledande inom dance på discon istället för pop. Kända Masterboysånger är Everybody Needs Somebody, Feel the heat of the night, Is this the love och Generation of love.
Masterboy tappade i popularitet när deras karismatiska sångerska Beatrix Delgado lämnade gruppen 1996. Idag fortsätter bandets två andra medlemmar Tommy Schleh och Enrico Zabler spela på många klubbar i Tyskland under namnet Masterboy. 
2001 gjorde Trixxi comeback i gruppen. Nu produceras låtarna av Tommy, alias Klubbingman. Singeln "Revolution" har haft viss framgång i Tyskland.

## Album
- Masterboy Family (1991)
- Feeling Alright (1993)
- Different Dreams (1994)
- Generation of Love (1995)
- Colours (1996)
- Best Of Masterboy (2000)
- The Heat Of The Night (2001)

## Singlar

### Med Trixi
- I Got To Give It Up (1993)
- Everybody Needs Somebody (1993)
- Feel the Heat Of The Night (1994)
- Is This The Love (1994)
- Different Dreams (1995)
- Megamix (1995)
- Generation Of Love (1995)
- Anybody (Movin'On) (1995)
- Land Of Dreaming (1996)
- Baby Let It Be (1996)
- Feel The Heat (2000)
- Living On A Video (2001)
- I Need A Lover Tonight (2002)
- Feel The Heat Of The Night 2003 (2003)

### Med Linda Rocco
- Show Me colours (1996)
- Mister Feeling (1996)
- La Ola Hand In Hand (1997)
- Just For You (1997)

### Med Anabel Kay
- Porque Te Vas (1999)
- I Like To Like It (2000)